# Vermitigris fairchildi
Vermitigris fairchildi är en tvåvingeart som beskrevs av Wheeler 1930. Vermitigris fairchildi ingår i släktet Vermitigris och familjen Vermileonidae. Inga underarter finns listade i Catalogue of Life.